# Barbia
Barbia var ett av de största äventyr som publicerades till rollspelet Drakar och Demoner. Själva äventyret, "Siratsias vita formelbok", handlar om den mäktiga, men förvirrade, magikern Siratsia som försöker tillskansa sig makten i det nordliga stäppriket Barbia.
Äventyret skrevs ursprungligen för en helt annan kampanjvärld än Ereb Altor, varför kopplingen till resten av världen och dess kosmologi ofta känns något vag. Marcus Thorell hade ursprungligen skrivit det för nöjes skull, utan tanke på att det skulle bli en kommersiell produkt, inspirerad av filmen Barbarernas hämnd.